# Paulo Roberto (futebolista)
Paulo Roberto da Silva, mais conhecido como Paulo Roberto (Lavras, 6 de março de 1987), é um ex-futebolista brasileiro que atuava como volante.

## Carreira

### Início
Paulo Roberto é natural de Lavras, Minas Gerais. Revelado pelo Juventus-SP em 2007, atuou nas categorias de base entre 2006 e 2007.

### Brasil de Farroupilha, Osasco Audax e Guarani
Em 2008 assinou contrato com o Brasil de Farroupilha.
Em 2009 acertou com o Osasco Audax.
Em 2010 chegou a ser emprestado ao Guarani, onde jogou 34 dos 38 jogos pelo brasileiro da série A, sendo um dos melhores volantes do campeonato.

### Atlético Paranaense
Em 2011 foi novamente emprestado, desta vez ao Atlético Paranaense, onde atuou em apenas 3 partidas, decorrente de 1 lesão no tornozelo esquerdo, onde sofreu 2 cirurgias e ficou parado por 16 meses.

### Retorno ao Osasco Audax
Em 2013 Paulo Roberto retornou para o Audax, onde conseguiu o acesso para a primeira divisão do Campeonato Paulista.

### Ponte Preta e Figueirense
Em 2013 assinou contrato com a Ponte Preta.
No mesmo ano foi emprestado ao Figueirense, onde ajudou a conquistar o acesso a Serie A do Campeonato Brasileiro de 2014. Em 2014 ajudou o Figueirense a conquistar o Campeonato Catarinense de 2014 (16º Título do Furacão do Estreito).

### Corinthians
O volante foi anunciado pelo Corinthians em 5 de janeiro de 2017, com um ano de empréstimo concedido pelo Audax. Em 18 de janeiro estreou com a camisa corintiana, num jogo válido pelo torneio da Florida Cup, levando o clube a final do torneio após a goleada de 4–1 sobre o Vasco da Gama. No dia 21 de janeiro jogou a final contra o arquirrival São Paulo. O Corinthians perdeu por 4–3 nas penalidades máximas, após o empate de 0-0 no tempo real, perdendo o título do torneio e levando a vice-liderança. Em 1 de fevereiro, o Corinthians realizou um preparatório contra a Ferroviária para o Campeonato Paulista, Paulo Roberto entrou no segundo tempo no lugar de Gabriel, para realizações de testes do técnico Fábio Carille. O Corinthians venceu o jogo com gol de Marquinhos Gabriel, aos 49 minutos do segundo tempo. No dia 29 de agosto de 2017 foi anunciado sua compra em definitivo pelo Corinthians, com contrato válido até o fim de 2019.
Chegou ao fortaleza por empréstimo até o final do ano.

### Lemense
Após passagens por Mirassol, Santo André e Paysandu; em janeiro de 2022 foi oficializado como jogador do Lemense.

## Estatísticas
Atualizado até 17 de setembro de 2018.

### Clubes
| Clube       | Temporada | Campeonato nacional | Campeonato nacional | Copa nacional | Copa nacional | Competições continentais¹ | Competições continentais¹ | Outros torneios² | Outros torneios² | Total | Total |
| Clube       | Temporada | Jogos               | Gols                | Jogos         | Gols          | Jogos                     | Gols                      | Jogos            | Gols             | Jogos | Gols  |
| ----------- | --------- | ------------------- | ------------------- | ------------- | ------------- | ------------------------- | ------------------------- | ---------------- | ---------------- | ----- | ----- |
| Corinthians |           |                     |                     |               |               |                           |                           |                  |                  |       |       |
| 2017        | 8         | 0                   | 0                   | 0             | 1             | 0                         | 7                         | 0                | 16               | 0     |       |
| 2018        | 6         | 0                   | 2                   | 0             | 1             | 0                         | 2                         | 1                | 11               | 1     |       |
| Total       | 14        | 0                   | 2                   | 0             | 2             | 0                         | 9                         | 1                | 27               | 1     |       |
| Total       | Total     | 14                  | 0                   | 2             | 0             | 2                         | 0                         | 9                | 1                | 27    | 1     |

¹Estão incluídos jogos e gols da Copa Sul-Americana

²Estão incluídos jogos e gols pelo Campeonato Paulista, Torneios Amistosos e Amistosos

### Campeonatos
| Competição            | Partidas | Gols | Média |
| --------------------- | -------- | ---- | ----- |
| Amistosos¹            | 5        | 1    | 0,2   |
| Campeonato Paulista   | 4        | 0    | 0,00  |
| Campeonato Brasileiro | 14       | 0    | 0,00  |
| Copa do Brasil        | 2        | 0    | 0,00  |
| Copa Libertadores     | 1        | 0    | 0,00  |
| Copa Sul-Americana    | 1        | 0    | 0,00  |
| TOTAL                 | 27       | 1    | 0,03  |

¹Estão incluídos jogos e gols de amistosos e torneios amistosos

## Títulos
Figueirense
- Campeonato Catarinense: 2014 e 2015

Corinthians
- Campeonato Paulista: 2017 e 2018
- Campeonato Brasileiro: 2017

Fortaleza
- Campeonato Cearense: 2019
- Copa do Nordeste: 2019

### Prêmios individuais
| Ano  | Premiação          | Prêmio                  | Time        | Resultado | Ref.  |
| ---- | ------------------ | ----------------------- | ----------- | --------- | ----- |
| 2015 | Prêmio Top da Bola | Melhor primeiro volante | Figueirense | Venceu    | [ 4 ] |